# 2774 Tenojoki
2774 Tenojoki eller 1942 TJ är en asteroid i huvudbältet som upptäcktes den 3 oktober 1942 av den finska astronomen Liisi Oterma vid Storheikkilä observatorium. Den har fått sitt namn efter Tana älv som rinner på gränsen mellan Finland och Norge.
Asteroiden har en diameter på ungefär 35 kilometer.